# Sœur Marie-Suzanne
Sœur Marie-Suzanne, née Alice Novial à Paris le 19 avril 1889, et morte le 18 novembre 1957 d'une famille du Creusot (ville où elle a été baptisée et où elle a vécu jusqu'en 1906), est connue pour son action et ses travaux de recherche pour lutter contre la léproserie.

## Biographie
Le 25 juin 1906, Alice Novial entre au Noviciat des Sœurs missionnaires de la Société de Marie et prend le nom de Sœur Marie-Suzanne. Après une année, elle exerce des responsabilités d'infirmière aux îles Fidji, dans l'île de Makogai, dans une très importante léproserie créée par elle,.
À son retour à Paris en 1936, Sœur Marie-Suzanne étudie pendant quatre ans à l’Institut Pasteur et à l’hôpital Saint-Louis (1938-1942). En 1944, elle rejoint Lyon où Monseigneur Joseph Lavarenne, président du conseil central de Lyon des Œuvres pontificales missionnaires, lui confie un laboratoire de recherche sur la lèpre, aux Facultés catholiques des sciences de cette ville. Elle y est soutenue par les professeurs Chambon, R.Noël et Sohier. Elle travaille alors avec des bactériologistes et des léprologues du monde entier.
Son travail très fécond donne lieu à de nombreuses publications scientifiques, notamment dans les très réputées Annales de l'Institut Pasteur de Paris.
En 1951, elle isole à partir d'une lésion lépreuse une mycobactérie, un bacille alors inconnu de type acido-résistant, qui sera présentée par le professeur Giuseppe Penso, microbiologiste spécialiste de la taxonomie des mycobactéries, professeur à l’Istituto superior de sanita, centre de référence italien, au cours du sixième Congrès international de microbiologie en 1953 sous le nom de Mycobacterium marianum en hommage à la société de Marie,. Cette présentation sera étayée en 1954 dans la revue de l’Istituto.
Elle tentera d'utiliser cette souche comme vaccin antilépreux mais sans résultat probant.
Son nom a été donné à une rue de Saint-Nazaire (Loire-Atlantique).
Sœur Marie-Suzanne est décédée à Sainte-Foy-lès-Lyon, à l'institut des Sœurs maristes, le 15 novembre 1957 d'une tumeur au cerveau,. Ses obsèques ont été présidées par le cardinal Gerlier, primat des Gaules.